# Frauenwohnheim Saarbrücken

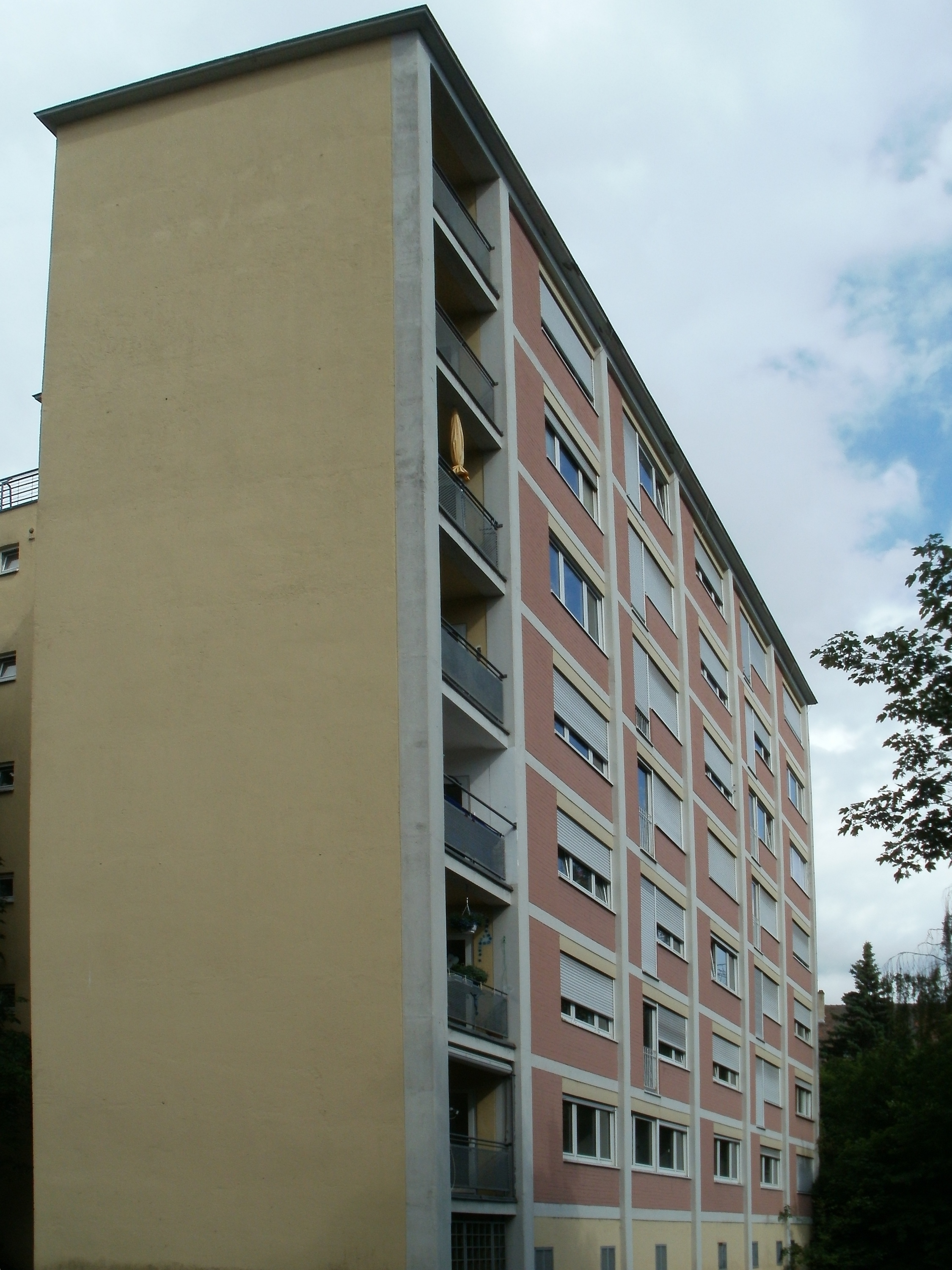
Ehemaliges Frauenwohnheim Koßmannstraße 12 (2011)

Das Frauenwohnheim Saarbrücken im Saarbrücker Stadtteil Sankt Arnual in der heutigen Koßmannstraße 12 wurde von 1952 bis 1953 mit Mitteln der damaligen Landesregierung unter Johannes Hoffmann vom Architekten Hans Hirner errichtet. Es steht unter Denkmalschutz.

## Vorgeschichte
Die spätere Frauenbeauftragte des Saarlandes Hedwig Behrens (1900–1986), die seit Oktober 1950 im Ministerpräsidium unter anderem mit der Pressearbeit für den Ministerpräsidenten Johannes Hoffmann beschäftigt war, wies noch im Monat ihrer Beschäftigungsaufnahme darauf hin, dass in verschiedenen deutschen Städten Wohnraum für alleinstehende Frauen geschaffen wurde.
Als erste Frauenbeauftragte im Saarland (1951–1955) verfasste Hedwig Behrens gemeinsam mit den saarländischen Frauenorganisationen im Januar 1951 eine Eingabe an den Ministerpräsidenten „zum Bau eines Häuserblockes für alleinstehende Frauen.“ Beim Ministerpräsidenten stießen die Frauen mit ihrer Idee auf Verständnis. Das Präsidium stimmte der Eingabe schließlich zu und noch im Jahr 1951 wurden 80 Millionen Franken für den Bau eines Ledigenwohnheims in Saarbrücken eingestellt.
Während sich Hedwig Behrens in der Zwischenzeit im Auftrag der Regierung Hoffmann ähnliche Häuser in Deutschland ansah und die Frauenwohnheime in Krefeld, Duisburg, Frankfurt und Stuttgart besuchte, beschäftigte sich die Stadtbauverwaltung mit der Suche nach einem geeigneten Bauplatz. Diesen fand man im Mai 1951 mit dem Eckgrundstück Allee- und Oberonstraße (heute Koßmannstraße 12), in unmittelbarer Nähe zum Beamtenhochhaus Stockenbruch.

## Gebäude
Für die Pläne zeichnete der Architekt Hans Hirner (geb. 1908) verantwortlich, die Bauleitung übernahmen die Architekten Albert Dietz (1920–1973) und Bernhard Grothe (1923–1978). Der Bau erhebt sich über einem asymmetrischen Grundriss in V-Form. Die beiden Flügel nahmen in sechs Stockwerken ursprünglich 54 Ein- und Zweizimmerwohnungen sowie eine Hausmeisterwohnung im Erdgeschoss auf und sind an ihrer Nord-West-Seite durch eine Glaswand miteinander verbunden. Hinter der Glaswand sind Treppenhaus und Aufzug angeordnet. Die gegenüberliegende Seite nimmt die Eingangssituation auf. Im Kellergeschoss waren zwei Gemeinschaftsbäder, Kellerboxen sowie Heizungsräume untergebracht.
An der für die 50er Jahre typische Straßenfassade, in deren Stahlbetonskelett „Ausfachungen aus Backstein eingesetzt“ sind, wechseln sich Balkone mit Fenstern ab, an der Gartenseite Fenstertüren mit Fenstern. Sowohl im Treppenhaus als auch an den Fassaden waren ursprünglich „Stahlrahmenfenster mit Drehbeschlägen“ zu finden.